# Karl-Wolfgang Mirbt
Karl-Wolfgang Mirbt (* 25. November 1921 in Berlin-Charlottenburg; † 8. Dezember 1982 in Eutin) war ein deutscher Bibliothekswissenschaftler.

## Leben
Karl-Wolfgang Mirbt legte 1940 an der Goethe-Schule (Reform-Gymnasium) in Berlin-Wilmersdorf die Reifeprüfung ab. Nach Reichsarbeitsdienst, Wehr- bzw. Kriegsdienst und englische Kriegsgefangenschaft in Ägypten von 1940 bis 1948 studierte er ab dem Wintersemester 1948/49 an der Freien Universität Berlin die Fächer Publizistik, Germanistik und Theaterwissenschaft. 1960 promovierte er dort bei dem Publizistikwissenschaftler Emil Dovifat. Während seines Studiums war Mirbt als freier Mitarbeiter beim Sender Freies Berlin tätig. Nach der Ausbildung für den gehobenen Bibliotheksdienst (Diplom-Examen 1962) an öffentlichen Bibliotheken in Berlin war er kurze Zeit als Diplom-Bibliothekar an den Hamburger Öffentlichen Bücherhallen tätig. Seit 1963 arbeitete er als Dozent (seit 1980 als Professor) an der Büchereischule Hamburg, die 1970 in eine Fachhochschule umgewandelt wurde. Dort widmete er sich in seinen Lehrveranstaltungen u. a. der Bibliotheksgeschichte und der Publizistik, Gebiete, die auch in seine Veröffentlichungen einflossen.

## Schriften
- Methoden publizistischen Widerstandes im Dritten Reich. Nachgewiesen an der 'Deutschen Rundschau' Rudolf Pechels. Dissertation Freie Universität Berlin 1960. (d-nb.info)
- Theorie und Technik der Camouflage. Die „Deutsche Rundschau“ im Dritten Reich als Beispiel publizistischer Opposition unter totalitärer Gewalt. In: Publizistik, Bd. 9 (1964), S. 3–16.
- Pioniere des öffentlichen Bibliothekswesens (= Beiträge zum Büchereiwesen, Reihe B, Bd. 2). Harrassowitz, Wiesbaden 1969.